# 汪岗镇 (商城县)
汪岗乡，是中华人民共和国河南省信阳市商城县下辖的一个乡镇级行政单位。

## 行政区划
汪岗镇下辖以下地区：
汪岗村、郑河村、蒋岗村、余铺村、洪畈村、古井村、陶行村、官畈村、虎塘村、韩冲村、余新湾村、粉壁渡村、七里冲村、杨湾村、普救河村和邹塆村。